# دهستان کهندان
دهستان کهندان یکی از دهستان‌های بخش قاهان شهرستان جعفرآباد در استان قم ایران است.

## جمعیت
جمعیت دهستان کهندان براساس سرشماری عمومی نفوس و مسکن در سال ۱۳۹۵ برابر با ۷۱۵ نفر بوده‌است.

## آستان امامزادگان حسین و ابوطالب روستای کهندان
امامزاده کهندان یک امامزاده مشهور در روستای کهندان بخش قاهان شهرستان جعفرآباد است که در نزدیکی تنگه قاهان واقع شده است. این امامزاده به نام امامزاده هادی مشهور به شاهزاده هادی شناخته می‌شود. بقعه متبرکه این امامزاده مربوط به ۸۰۰ سال پیش است.
امامزاده هادی قاهان: بقعه متبرکه امامزاده هادی مشهور به شاهزاده هادی در نزدیکی روستای کهندان واقع شده است. بنای این زیارتگاه مربوط به هشتصد سال پیش می باشد. در ساخت این بقعه از سنگ لاشه، خشت و گل استفاده شده است که دارای سه صحن کوچک شمالی، جنوبی و شرقی می باشد. این امامزاده برای مردم این منطقه دارای ارزش معنوی زیادی است که نذورات خود را وقف آن می کنند.